# Prosopocoilus occipitalis occipitalis
Prosopocoilus occipitalis occipitalis es una subespecie de coleóptero de la familia Lucanidae.

## Distribución geográfica
Habita en Mindoro, Mindanao, Palawan y Luzon (Filipinas).